# Boletina augusta
Boletina augusta är en tvåvingeart som beskrevs av Chandler och Blasco-zumeta 2001. Boletina augusta ingår i släktet Boletina och familjen svampmyggor.
Artens utbredningsområde är Spanien. Inga underarter finns listade i Catalogue of Life.